# Jean Hellot
Pour les articles homonymes, voir Hellot.
Jean Hellot, né le 20 novembre 1685 à Paris et mort dans la même ville le 15 février 1766 , est un chimiste et administrateur français, membre de l'Académie royale des sciences et membre du contrôle général des Finances.

## Biographie
Jean Hellot est le fils de Michel Hellot et de Marie-Anne Reynaud[réf. nécessaire]. Il a fait ses études dans la maison paternelle. En 1727, il épouse Madeleine Denis, parente de Marie Denis mariée en secondes noces à Claude-Joseph Geoffroy (1685-1752) maître apothicaire, membre de l'académie royale des sciences et de la société royale de Londres. Il est le grand-oncle par alliance de Claude Geoffroy le Jeune (1729-1753).
Journaliste collaborateur de La Gazette, Jean Hellot démarre en 1732 (à 47 ans) une carrière scientifique. Il est admis en 1735 à l'Académie des sciences comme adjoint chimiste, devient pensionnaire surnuméraire en 1739 puis membre à part entière en 1743.
En 1740, il est nommé inspecteur général des Teintureries du royaume en remplacement de Charles François de Cisternay du Fay.
En 1741-1742, il prépare un règlement pour l'exploitation des mines de houille ou charbon de terre, approuvé par arrêt du 14 janvier 1744.
En 1752, il est chargé d'améliorer les procédés et techniques de la manufacture de Vincennes. Il crée alors de nouveaux colorants bleus, avec l'aide du chimiste Pierre Joseph Macquer qui travaillait depuis 1749 sur le « bleu de Prusse » et le « rouge cochenille ». Il le prend comme adjoint de 1757 à 1766,.
Il invente une nuance violacée qui deviendra le rose Pompadour.
Ses principales publications concernent la nature du zinc, la préparation du phosphore, l'étude des sels, de l'éther, des encres sympathiques. Il a aussi travaillé à la théorie chimique des teintures, l'exploitation des mines et la métallurgie, et la réforme du système des poids et mesures.
Certains travaux de Hellot sont publiés dans le tome 2 des Voyages métallurgiques d'Antoine-Gabriel Jars.

## Publications
- De la fonte des mines et des fonderies, etc. Traduit de l'allemand de Christophe-André Schlutter. Qui traite des essais des mines et métaux, de l'affinage et raffinage de l'argent, du départ de l'or, etc. Le tout augmenté de plusieurs procédés et observations ; & publié par M. Hellot, de l'Académie royale des sciences, & de la Société Royale de Londres, chez la veuve Pissot, Paris, 1750 tome 1[7], tome 2.
- De la teinture des laines, et des étoffes de laine, en grand et petit teint, avec une Instruction sur les débouillis, chez la veuve Pissot, Paris, 1750 (lire en ligne).

### Mémoires de l'Académie royale des sciences
- avec du Hamel, Jean Grosse, Recherche Chimique sur la composition d'une Liqueur très-volatile, connue sous le nom d'éther, dans Mémoires de l'Académie royale des sciences - Année 1734, p. 41-55 (lire en ligne)
- Analyse chimique du zinc. 1er mémoire, dans Mémoires de l'Académie royale des sciences - Année 1735, p. 12-31 (lire en ligne)
- Analyse chimique du zinc. 2e mémoire, dans Mémoires de l'Académie royale des sciences - Année 1735, p. 221-243 (lire en ligne)
- Conjectures sur la couleur rouge des vapeurs de l'Esprit de Nitre & de l'Eau-forte, dans Mémoires de l'Académie royale des sciences - Année 1736, p. 23-42 (lire en ligne)
- Sur une nouvelle encre sympatique, à l'occasion de laquelle on donne quelques essais d'analyse des mines de bismuth, d'azur & d'arsenic dont cet Encre est la teinture. Première partie, dans Mémoires de l'Académie royale des sciences - Année 1737, p. 101-120 (lire en ligne)
- Seconde partie du mémoire sur l'encre sympathique, ou teinture extraite des mines de bismuth, d'azur & d'arsenic, dans Mémoires de l'Académie royale des sciences - Année 1737, p. 228-247 (lire en ligne)
- Le phosphore de Kunckel, & analyse de l'urine, dans Mémoires de l'Académie royale des sciences - Année 1737, p. 342-379 (lire en ligne)
- Sur du sel de Glauber trouvé dans le vitriol sans addition de matière étrangère, dans Mémoires de l'Académie royale des sciences - Année 1738, p. 288-298 (lire en ligne)
- Théorie chymique de la teinture des étoffes, Premier mémoire, dans Mémoires de l'Académie royale des sciences - Année 1740, p. 126-148 (lire en ligne)
- avec Louis Lémery et Claude-Joseph Geoffroy, Examen du sel de Pécais, dans Mémoires de l'Académie royale des sciences - Année 1740, p. 361-370 (lire en ligne)
- Théorie chymique de la teinture des étoffes. Second mémoire, dans Mémoires de l'Académie royale des sciences - Année 1741, p. 38-71 (lire en ligne)
- avec Charles Étienne Louis Camus, Sur l'étalon de l'aune du Bureau des marchands merciers de la ville de Paris, dans Mémoires de l'Académie royale des sciences - Année 1746, p. 607-617 (lire en ligne)
- Sur l'exploitation des mines, dans Mémoires de l'Académie royale des sciences - Année 1756, p. 133-144 (lire en ligne)
- Examen chimique de l'eau de la rivière Yvette, par Mrs Hellot et Macquer, de l'Académie royale des sciences, dans Mémoires de l'Académie royale des sciences - Année 1762, p. 376-380 (lire en ligne)
- avec Mathieu Tillet et Pierre Joseph Macquer, Mémoire sur les essais des matières d'or et d'argent, dans Mémoires de l'Académie royale des sciences - Année 1763, p. 1-14 (lire en ligne)
- Henri Louis Duhamel du Monceau et Étienne Mignot de Montigny, Sur les vapeurs inflammables qui se trouvent dans les Mines, de charbon de terre de Briançon, dans Mémoires de l'Académie royale des sciences - Année 1763, p. 235-240 (lire en ligne)

### Histoire de l'Académie royale des sciences
- Sur une nouvelle encre simpatique, dans Histoire de l'Académie royale des sciences - Année 1737, p. 54-58 (lire en ligne)
- Sur du sel de Glauber trouvé dans le vitriol, dans Histoire de l'Académie royale des sciences - Année 1738, p. 52-53 (lire en ligne)
- Sur les teintures, dans Histoire de l'Académie royale des sciences - Année 1740, p. 59-63 (lire en ligne)
- Théorie chymique de la teinture des étoffes, dans Histoire de l'Académie royale des sciences - Année 1741, p. 79-80 (lire en ligne)
- Sur un étain présenté à l'Académie, dans Histoire de l'Académie royale des sciences - Année 1741, p. 81-84 (lire en ligne)
- Sur une espèce d'ouate ou de matière cotonneuse trouvée au fond d'un étang, dans Histoire de l'Académie royale des sciences - Année 1741, p. 85-86 (lire en ligne)
- Sur deux espèces d'étains alliés, dans Histoire de l'Académie royale des sciences - Année 1743, p. 101-104 (lire en ligne)
- Huile caustique de Bilbo pour marquer le linge, dans Histoire de l'Académie royale des sciences - Année 1743, p. 104-105 (lire en ligne)
- Physique générale. Relation d'une agitation extraordinaire de la mer au port de Vera Cruz, au Mexique, le 19 octobre 1742, dans Histoire de l'Académie royale des sciences - Année 1744, p. 3-4 (lire en ligne)
- Sur la manière d'appliquer aisément des bas reliefs en or sur l'or et sur l'argent, dans Histoire de l'Académie royale des sciences - Année 1745, p. 45-47 (lire en ligne)
- Sur l'étalon de l'aune des merciers, dans Histoire de l'Académie royale des sciences - Année 1746, p. 109-112 (lire en ligne)
- M. Hellot fait voir un morceau de bois interrompu en différents endroits par des pyrites sulfureuses ordinaires, dans Histoire de l'Académie royale des sciences - Année 1749, p. 28-29 (lire en ligne)
- Jean-Paul Grandjean de Fouchy, Analyse de l'ouvrage de M. Hellot : Art de la teinture des laines et des étoffes en grand et petit teint, avec une instruction sur les débouillis, dans Histoire de l'Académie royale des sciences - Année 1750, p. 62-78 (lire en ligne)
- Jean-Paul Grandjean de Fouchy, Analyse de l'ouvrage de M. Hellot : De la fonte des mines, des fonderies, &c. traduit de l'allemand de Christophe-André Schlutter, premier volume qui traite des essais des mines & des métaux de l'affinage et du raffinage de l'argent, du départ de l'or, &c. le tout augmenté de plusieurs procédés & observations, dans Histoire de l'Académie royale des sciences - Année 1750, p. 78-98 (lire en ligne)
- Sur le fondant de Rotrou et l'antimoine diaphorétique minéral. Poudre de M. de la Chavaleraye, dans Histoire de l'Académie royale des sciences - Année 1751, p. 82-84 (lire en ligne)
- Observation chymique : expérience sur les crystaux sans couleur et très transparents auxquels il communique toutes les couleurs des pierres précieuses, par les vapeurs sulfureuses et arsenicales d'un morceau de mine de Cobolt, dans Histoire de l'Académie royale des sciences - Année 1752, p. 85-86 (lire en ligne)
- Second volume du Traité de la fonte des mines de Schlutter traduit de l'allemand par M. Hellot, dans Histoire de l'Académie royale des sciences - Année 1753, p. 200-214 (lire en ligne)
- Sur la préparation du bleu de Prusse, dans Histoire de l'Académie royale des sciences - Année 1756, p. 53-59 (lire en ligne)
- Observation chymique : végétation aérienne observée dans une matière gommeuse formée par l'étain dissout dans l'eau régale, dans Histoire de l'Académie royale des sciences - Année 1757, p. 40 (lire en ligne)
- M. Hellot fait voir à l'Académie une végétation de cuivre tirée d'une mine du Lyonnais, dans Histoire de l'Académie royale des sciences - Année 1758, p. 21 (lire en ligne)
- Observations chymiques - I-Hellot a observé que l'esprit-de-vin mêlé avec le beurre d'antimoine devient presque solide, dans Histoire de l'Académie royale des sciences - Année 1761, p. 62 (lire en ligne)
- Observations chymiques - II-Hellot communique la composition du vernis dont les Anglais se servent pour appliquer sur le cuivre jaune & sur l'argent, & qui donne à ces métaux une couleur peu différente de la dorure en or moulu, dans Histoire de l'Académie royale des sciences - Année 1761, p. 62-63 (lire en ligne)
- Sur les matières inflammables qui se trouvent dans les mines de charbon de terre, et sur les moyens de s'en garantir, dans Histoire de l'Académie royale des sciences - Année 1763, p. 1-6 (lire en ligne)
- Sur les essais des matières d'or et d'argent, dans Histoire de l'Académie royale des sciences - Année 1763, p. 39-49 (lire en ligne)